# Maximilian d'Autriche-Este
Maximilian d'Autriche-Este (né à Bruxelles le 6 septembre 2019), archiduc d'Autriche-Este, prince de Hongrie, de Bohême et de Croatie, prince de Modène, est le fils cadet du prince Amedeo de Belgique et d'Elisabetta Rosboch von Wolkenstein.

## Biographie
Maximilian Lorenz Ettore Karl Marco d'Aviano d'Autriche-Este est né le 6 septembre 2019 à l'Hôpital Saint-Pierre de Bruxelles à 21 h 5. Il est le fils du prince Amedeo de Belgique et de sa femme la princesse Elisabetta. Son prénom est dévoilé près d'une semaine plus tard, le 12 septembre 2019. Il est le frère cadet de l'archiduchesse Anna-Astrid, née le 17 mai 2016. Arrière-petit-fils du roi Albert II de Belgique, il figure ainsi en 8e position dans l'ordre de succession au trône de Belgique.

## Titres et honneurs

### Titulature
- Depuis le 6 septembre 2019 : Son Altesse Impériale Maximilian, archiduc d'Autriche-Este[3], prince de Modène, prince de Hongrie, de Bohême et de Croatie.

Maximilian ne porte pas le titre de prince de Belgique car depuis l'arrêté royal de 2015 visant à restreindre l'attribution du titre, seuls les petits-enfants du roi Albert II de Belgique et la descendance de la princesse Élisabeth de Belgique peuvent le porter. En tant que petit-fils de Lorenz d'Autriche-Este, il lui succèdera, après son père, à la tête de la branche familiale d'Autriche-Este.